# Schloss Cirey

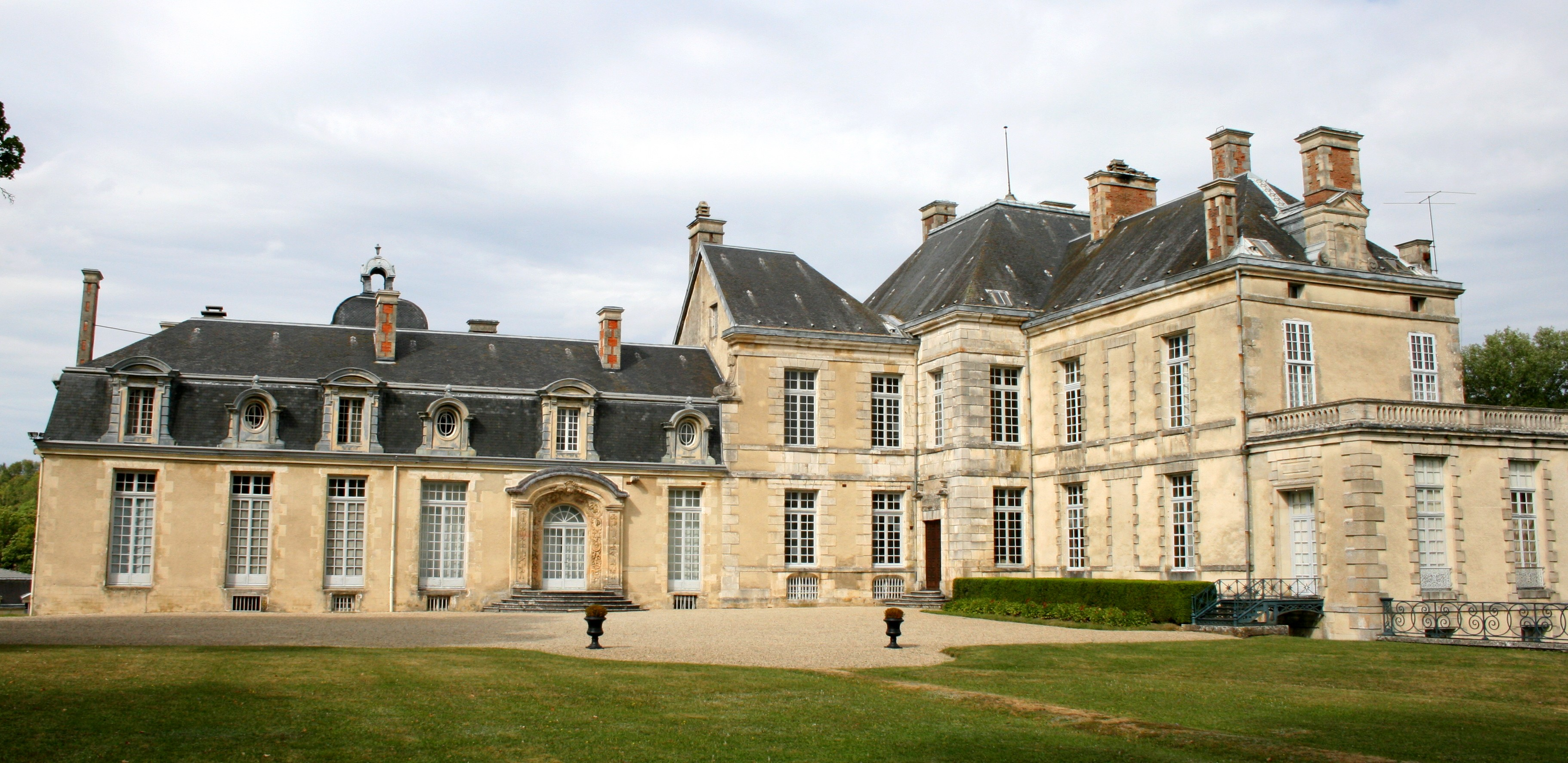
Schloss Cirey von Südwesten

Das Schloss Cirey (franz. Château de Cirey) ist ein Schloss in Cirey-sur-Blaise im französischen Département Haute-Marne. Es ist nicht zu verwechseln mit dem gelegentlich ebenfalls Schloss Cirey (auch Schloss Cirey-lès-Bellevaux bzw. Schloss Bellevaux) genannten Kloster Bellevaux im Département Haute-Saône. Bekannt ist das Schloss, weil es 15 Jahre lang von 1734 bis 1749 für teils kürzere, teils längere Zeitabschnitte der gemeinsame Lebensmittelpunkt von Émilie Le Tonnelier de Breteuil, marquise de Châtelet, und Voltaire war.
Heute befindet sich die Anlage im Besitz der Grafen von Salignac-Fénelon. Diverse Gebäudeteile und Räume des Schlosses stehen seit dem 21. September 1981 als Monument historique unter Denkmalschutz. Einige Innenräume, darunter das Speisezimmer, die Salons, die Bibliothek und die Küche aus dem 17. Jahrhundert, können im Rahmen einer Führung besichtigt werden.

## Geschichte
Im 17. Jahrhundert war die Seigneurie Cirey im Besitz des aus einer einflussreichen Lothringer Familie stammenden Louis-Jules du Châtelet. Er bekleidete ein Amt am königlichen Hof (officier du roi) und war Gouverneur von Aigues-Mortes. Als er sich im Machtkampf zwischen dem französischen König Ludwig XIII. und dessen Bruder Gaston d’Orléans für den intriganten Königsbruder entschied, fiel er in Ungnade und wurde wegen Verrats zum Tode durch Vierteilen verurteilt. Zugleich wurden alle seine Besitzungen konfisziert. Louis-Jules flüchtete, um dem Tod zu entgehen. Seine Frau Christine de Gleiseneuve ging zwar erfolgreich gegen die Beschlagnahmung der Seigneurie an und erhielt sie zurück, jedoch konnte sie nicht verhindern, dass die aus dem 11. Jahrhundert stammende Burg in Cirey 1633 geschleift wurde.
Als sich Ludwig XIII. und sein Bruder 1634 versöhnten, profitierte auch Louis-Jules davon und wurde als Folge einer Amnestie auf freien Fuß gesetzt. 1642 begann er auf den Fundamenten der alten Burg mit dem Neubau eines Schlosses im Stil des Barocks. Jedoch waren von der geplanten Dreiflügelanlage mit vier Pavillontürmen an den Ecken nur ein Turm mit Anbau realisiert, ehe der Bauherr 1671 starb.

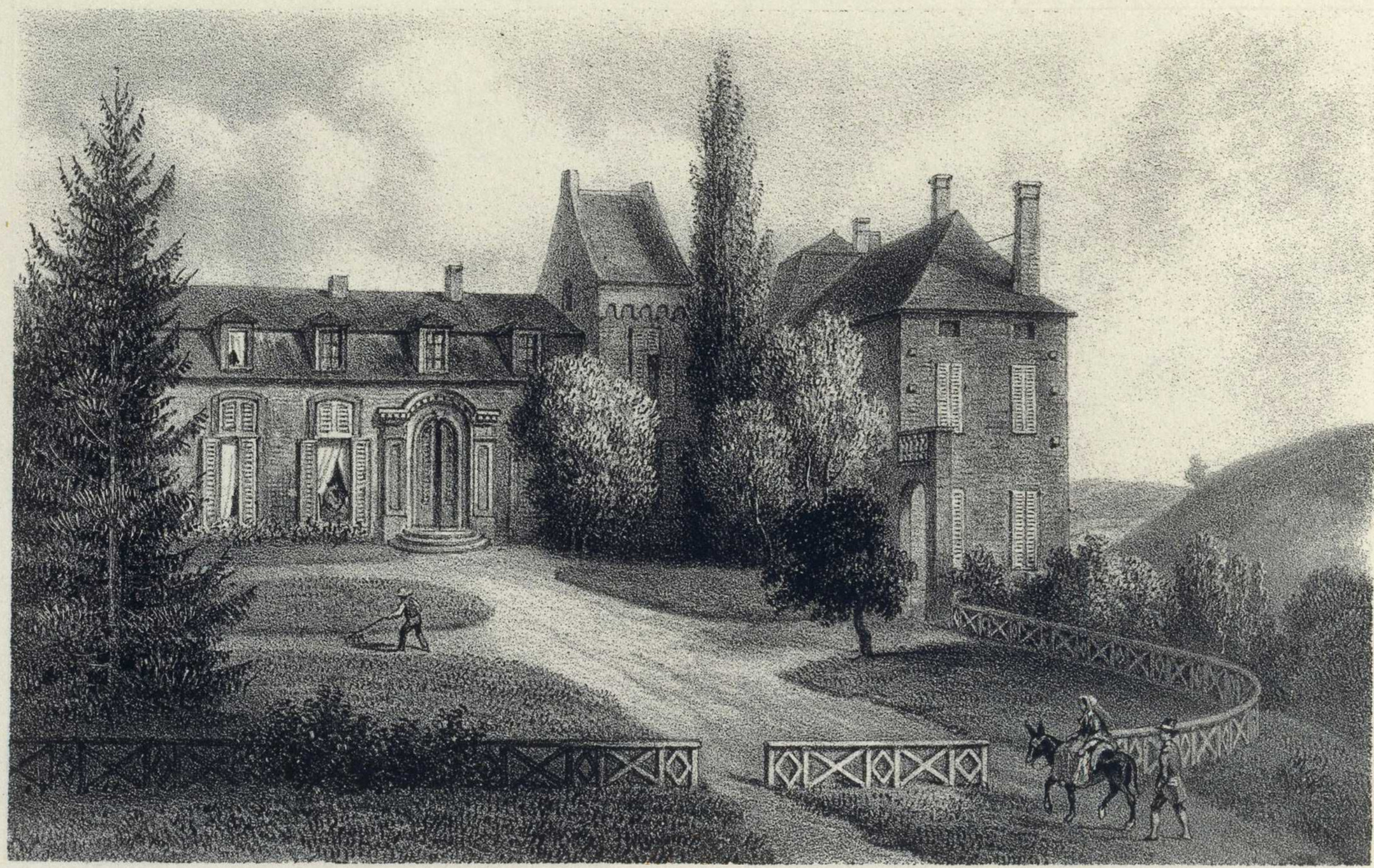
Schloss Cirey auf einer Lithografie von 1854.

Bekannt wurde das Schloss im zweiten Viertel des 18. Jahrhunderts, als es im Besitz des Marquis Florent-Claude du Châtelet, Graf von Lemout, Seigneur von Cirey, war. Er war Generalleutnant der königlichen Armee Ludwigs XV. und hatte 1724 die seinerzeit 18-jährige Émilie Le Tonnelier de Breteuil geheiratet. Das Paar hatte drei gemeinsame Kinder bekommen, ehe Émilie 1733 in Paris den 39-jährigen Voltaire kennenlernte und ein Verhältnis mit ihm begann. Dieses galt als eine der großen intellektuellen und romantischen Beziehungen des 18. Jahrhunderts. Dem Marquis war es recht, konnte er so doch die Unterhaltskosten für seine anspruchsvolle Frau mit dem wohlhabenden Voltaire teilen. Als dieser im Jahr 1734 aus Paris flüchten musste und nach Cirey kam, fand er den aus rotem Ziegel und hellem Haustein (französisch brique-et-pierre) im Louis-treize-Stil errichteten Pavillon völlig heruntergekommen vor. Er ließ ihn mit Zustimmung des Marquis renovieren und fügte 1734 bis 1735 einen niedrigen Galerieflügel an, in dem sich das Paar ein physikalisches Labor einrichtete und eine Bibliothek mit 21.000 Werken aufbaute. Schloss Cirey wurde in den Folgejahren, bis zum plötzlichen Tod Madame du Châtelets 1749, zu einem Treffpunkt von Literaten und Philosophen aus ganz Frankreich.
Über Émilies Sohn Louis Marie Florent du Châtelet, dem späteren Herzog von Châtelet, kam das Schloss an dessen Nichte, die spätere Madame de Simiane, Diane-Adélaïde de Damas, die dort mehrfach La Fayette empfing. Ihre Erben aus der Familie Damas d’Antigny veräußerten den Besitz an einen Kaufmann, der ihn 1890 an einen Herrn Armand-Viellard weiterverkaufte. Er war ein Vorfahr der heutigen Besitzerfamilie.
Nach umfangreicher Restaurierung sind zahlreiche Räume wieder zu besichtigen.

## Beschreibung

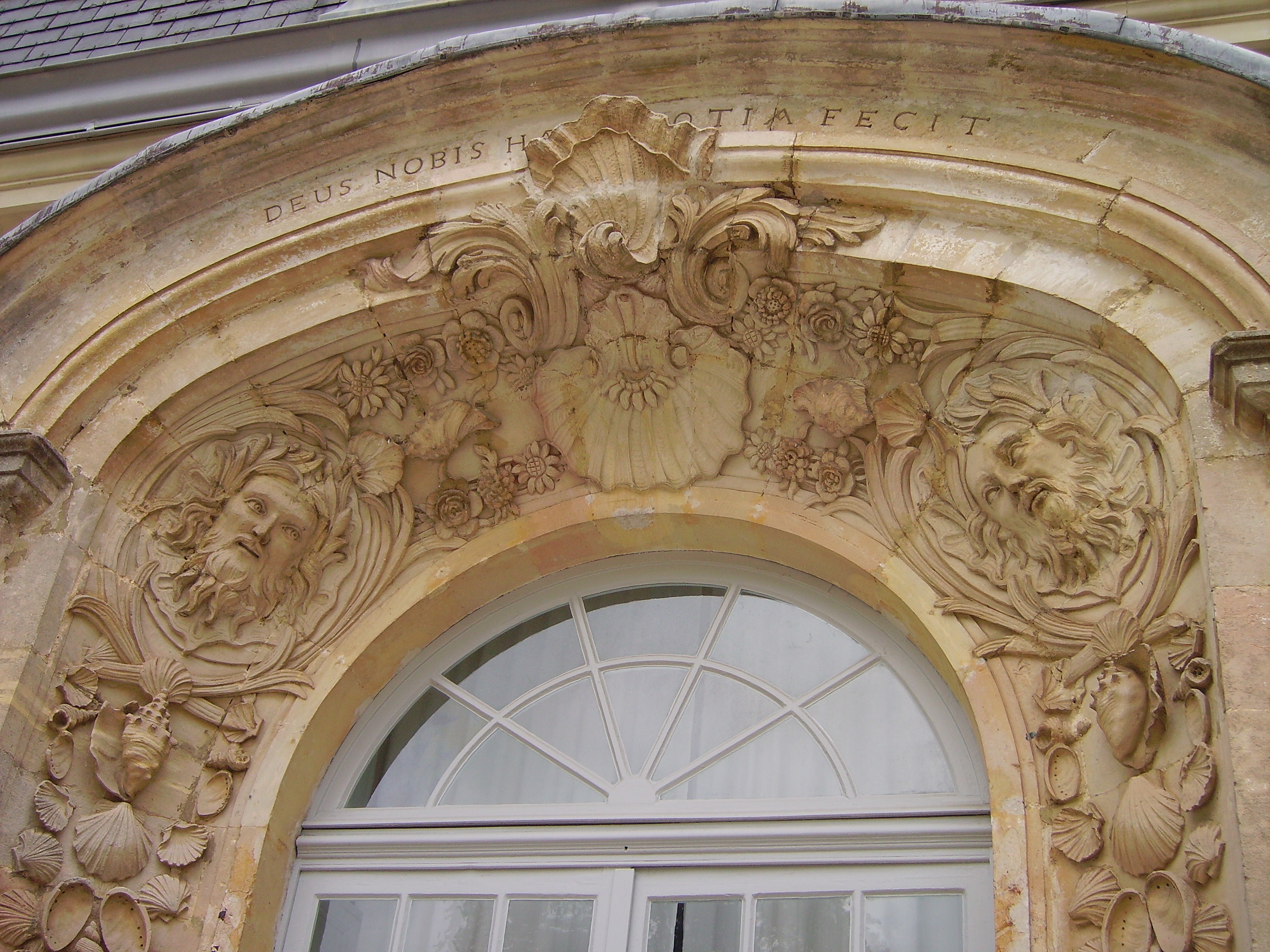
Teil des reich verzierten Portals im Galerieflügel

Das Schlossareal liegt am Ufer der Blaise und besteht aus dem Hauptschloss und einer großen, südwestlich davon gelegenen Vorburg. Gemeinsam mit einigen weiteren Gebäude liegen sie inmitten eines englischen Landschaftsgartens.
Das Hauptschloss besteht aus einem großen Pavillonturm mit quadratischem Grundriss und Zeltdach. Ihm schließt sich im Süden ein Anbau an der, gleichzeitig mit dem Pavillon im 17. Jahrhundert errichtet wurde. Aus dem 18. Jahrhundert stammt indes der L-förmige Galerieflügel, der sich dem Pavillon an seiner Westseite anschließt. Er besitzt ein aufwändig gestaltetes Ehrenportal, das nach Entwürfen Voltaires gestaltet wurde und mit seinen zahlreichen Reliefs dessen Vorliebe für die Wissenschaft, Philosophie und Kunst dokumentiert. Im Dachgeschoss der Anlage befindet sich eines der ältesten Privattheater Frankreichs, das Voltaire dort 1735 einrichten ließ und wo er seine in diesen Jahren verfassten Stücke probeaufführte. Ein kurzer nördlicher Anbau an den Pavillon stammt aus dem 19. Jahrhundert, ebenso wie die Schlosskapelle, deren Wandmalereien aus dem Jahr 1851 und von Constant Ménissier stammen. Im Inneren ist noch viel von der wertvollen Ausstattung des 17. und 18. Jahrhunderts erhalten, so zum Beispiel die Boiserien im Billardzimmer und das Lambris sowie ein Ofen im Speisezimmer.
Fast alle Wirtschaftsgebäude des Schlosses stammen aus der zweiten Hälfte des 19. Jahrhunderts und stehen rings um einen rechteckigen Innenhof, über dessen Zufahrt in der südwestlichen Ecke das Schlossareal betreten werden kann. Der Zugang zum Hauptschloss führt über ein pavillonartiges Torhaus mit rundbogiger Torbogen an der Ostseite des Wirtschaftshofs. Das Gebäude gehört jedoch nicht zur barocken Originalbebauung, sondern wurde erst 1915 errichtet. Die verschiedenen Bauten dienten früher unter anderem als Pferde- und Hühnerstall, Getreidespeicher, Taubenhaus, Scheunen, Schäferhaus und Viehstall. Auch ein Eiskeller ist noch erhalten.
Zur Schlossanlage gehört ein großer Landschaftsgarten, dessen Ursprünge auf die Mitte des 15. Jahrhunderts zurückgehen. Er steht seit dem 26. Dezember 2001 als eingeschriebenes Monument historique unter Schutz. Zum Schlosspark gehört ein etwa 566 Meter langer Kanal, der durch die Blaise gespeist wird. Darüber führt eine Metallbrücke aus dem Jahr 1880. Neben einem Orangeriegebäude steht im Park auch ein Chalet, dessen Stil den typischen Geschmack des 19. Jahrhunderts repräsentiert.